# ドラカ郡
ドラカ郡(ドラカぐん、ネパール語：दोलखा जिल्ला)は、ネパール東部のバグマティ州の郡。
郡都はチャリコート。
2021年国勢調査の人口は17万2726人。
面積は2191km2。